# Os Fatos Espetaculares de 2012
Os Fatos Espetaculares de 2012 foi um especial de fim de ano apresentado em 18 de dezembro de 2012 na Band. Foi apresentado pelo comediante Danilo Gentili e contou com grande elenco da emissora.

## Formato
O apresentador Danilo Gentili, idealizador do projeto, comanda em formato de game show, um jogo de perguntas e respostas referentes aos fatos mais marcantes do ano de 2012

## Duplas
| Nome da Dupla | Participantes                        | Ocupação na época                                                            |
| ------------- | ------------------------------------ | ---------------------------------------------------------------------------- |
| Chupa Neto    | Ricardo Boechat Dani Calabresa       | Apresentador - Jornal da Band Humorista- Comédia MTV - MTV                   |
| Miramar Silva | Marcelo Adnet Carlos Eduardo Miranda | Humorista- Adnet Viaja, Comédia MTV - MTV Produtor Musical - Astros - SBT    |
| Guerreiros    | Alexandre Frota José Ferreira Neto   | Diretor de TV - Rede Brasil Comentarista esportivo - Os Donos da Bola - Band |

## Conselheiros
- Vinicius Gomez (Gominho) - Pânico na Band - Band
- Denilson - Deu Olé - Band
- Roger Moreira - Agora é Tarde e Ultraje a Rigor

## Participações
- Léo Lins - Agora é Tarde - Band
- Márvio Lúcio - Pânico na Band - Band
- Milton Neves - Terceiro Tempo - Band
- Chiquinho Scarpa - empresário
- Mauricio Meireles - CQC - Band
- Marcelo Mansfield - Agora é Tarde - Band
- Oscar Filho - CQC - Band
- Marco Gonçalves - Saturday Night Live - Rede TV
- Sandy - cantora
- Adriane Galisteu - apresentadora - Band
- Evandro Santo - Pânico na Band - Band